# PAL Airlines (Chili)
PAL Airlines was een Chileense luchtvaartmaatschappij met zijn hoofdkantoor in Santiago. PAL Airlines voerde zijn activiteiten uit vanaf Arturo Merino Benitez Airport.

## Geschiedenis
PAL Airlines werd als charterluchtvaartmaatschappij opgericht in 2003. In juni 2009 kreeg de luchtvaartmaatschappij de toestemming om lijnvluchten uit te voeren.

## Bestemmingen
| Stad        | Luchthaven                          |
| ----------- | ----------------------------------- |
| Arica       | Luchthaven Chacalluta               |
| Antofagasta | Luchthaven Cerro Moreno             |
| Calama      | Luchthaven El Loa                   |
| Copiapó     | Luchthaven Desierto de Atacama      |
| Iquique     | Luchthaven Diego Aracena            |
| Santiago    | Arturo Merino Benitez Airport - Hub |

## Vloot
De vloot van PAL Airlines bestond op 28 mei 2012 uit de volgende 5 toestellen:
- 3 Boeing 737-200
- 2 Boeing 737-300